# Целено (звезда)
Целено (16 Тельца, 16 Tau, лат. Celaeno) — звезда, принадлежащая к скоплению Плеяд и расположенная в созвездии Тельца.

## Физические характеристики
Звезда удалена от Земли приблизительно на 332 световых года. Это бело-голубой субгигант спектрального класса B с видимой звёздной величиной +5,45m. Яркость звезды в 240 раз больше, чем у Солнца, а радиус — в 3 раза больше солнечного. Масса составляет примерно 1,7 солнечной.
Целено — одна из самых слабых звёзд Плеяд, имеющих собственное имя. Она на восьмом месте по блеску в этом скоплении, и увидеть её можно только при хорошем зрении и чистом небе. Целено — двойная звезда, второй компонент расположен на расстоянии в 0,0062 угловых секунд от главного компонента. Он в шесть раз слабее, чем главная звезда, и имеет белый цвет; его спектральный класс — A3.

## Происхождение названия
Келено — в греческой мифологии, одна из плеяд. Дочь Атланта и Плейоны. Возлюбленная Посейдона, родившая ему сына Лика, либо двух сыновей: Лика и Никтея.